# Maria José Dupré
Maria José Dupré — que também assinou como Sra. Leandro Dupré — foi uma escritora brasileira, nascida em 1º de maio de 1905, em uma fazenda no interior do Estado do Paraná, às margens do rio Paranapanema. Ainda na infância, mudou-se com a família para a fazenda Bela Vista, no município de Botucatu (SP), onde viveu até se casar com o engenheiro ferroviário Leandro Dupré. Faleceu  em 16 de maio de 1984, na cidade de São Paulo.
Ficou conhecida por sua obra-prima, Éramos Seis, adaptada para o cinema e televisão, e pela série de livros infantis sobre o Cachorrinho Samba.

## Biografia
Maria José nasceu em 1898, na Fazenda Bela Vista, na época município de Botucatu. Era filha de Antônio Lopes de Oliveira Monteiro e de Rosa de Barros Fleury Cardoso.
Maria José foi alfabetizada pela mãe e por seu irmão mais velho, em casa. Ainda em Botucatu, teve aulas particulares de música, como também de pintura no Colégio dos Anjos (atual Colégio Santa Marcelina). Sua formação literária, contudo, deu-se antes mesmo da frequência na escola: seus pais, apesar de não serem ricos, mantinham o hábito da leitura e, ainda menina, ela já tinha tido contato com livros clássicos portugueses e mundiais.
Mudando-se para a capital paulista, Maria José cursou a renomada Escola Normal Caetano de Campos, formando-se professora. Sua vida na literatura começaria após se casar com o engenheiro Leandro Dupré. Ela levaria duas décadas para retornar a Botucatu.
| “ | Não olhei para trás quando deixei a chácara pela última vez. Só voltei a cidade uns vinte anos depois e nada mais existia: nem a casa, nem as árvores, nem os pássaros. Em seu lugar haviam construído uma Escola Profissional ou instituto não sei bem… | ” |

## Carreira
Sua carreira literária começou em 1939, quando publicou o conto "Meninas tristes", no suplemento literário d'O Estado de S. Paulo, com o pseudônimo de Mary Joseph, incentivada pelo marido, que dizia que suas narrativas eram "contos orais" que mereciam ser escritos. O pseudônimo acabou gerando polêmica, pois o editor, Arthur Neves, disse que se fosse publicado um romance com esse pseudônimo, ele estaria fadado ao fracasso. Foi o marido de Maria José que sugeriu usar Senhora Leandro Dupré.
O editor então aceitou a sugestão e, em 1941, chegou às livrarias seu primeiro romance, O Romance de Teresa Bernard, publicado pela editora Civilização Brasileira (pertencente à Companhia Editora Nacional). O livro foi um sucesso e sua primeira edição esgotou rapidamente. Leandro Dupré recuperou logo o investimento feito para a publicação. A editora então encomendou uma nova tiragem, lançada em 1943.
Também em 1943 foi publicado Éramos Seis, livro que alçou seu nome ao estrelato. A obra conta a história de uma família paulista que enfrenta vários revezes ao longo da vida, inclusive a doença do patriarca e muitas dificuldades financeiras. Sucesso entre críticos e leitores, Éramos Seis ganhou o Prêmio Raul Pompéia, da Academia Brasileira de Letras, em 1944.
Escrito inicialmente para um público adulto, o livro começou a ser indicado para jovens em idade escolar a partir de 1973, quando foi incluído no catálogo da Coleção Vaga-Lume, da editora Ática. Éramos Seis vendeu milhões de cópias e foi traduzido para espanhol e francês, além de ser o primeiro romance brasileiro traduzido para o sueco.
Já em 1945, Éramos Seis foi adaptado para o cinema argentino. Na televisão brasileira, foi adaptado em várias telenovelas. A primeira versão foi escrita por Ciro Bassini e era exibida ao vivo, duas vezes por semana, em 1958, pela TV Record. A segunda versão foi escrita por Pola Civelli e foi exibida pela TV Tupi, às 19 horas, entre 1 de maio e 2 de junho de 1967. A terceira versão foi feita por Sílvio de Abreu e Rubens Ewald Filho e exibida pela TV Tupi, de 6 de junho a 31 de dezembro de 1977. Uma quarta adaptação foi exibida pelo SBT, de 9 de maio a 5 de dezembro de 1994. A última adaptação para a televisão foi escrita por Ângela Chaves e exibida pela TV Globo, de 30 de setembro de 2019 a 27 de março de 2020.
Em 1943, Maria José fundou a editora Brasiliense, tendo sócios o marido Leandro Dupré, o historiador Caio Prado Júnior, o escritor Monteiro Lobato e o editor Arthur Neves. As atividades da editora, no início, começaram na própria casa da escritora. Neste mesmo ano, publicou obras infantis, sendo a primeira delas o livro Aventuras de Vera, Lúcia, Pingo e Pipoca, também premiado pela Academia Brasileira de Letras. Os personagens voltariam em vários outros livros: A Ilha Perdida (1944), A Montanha Encantada (1945) e A Mina de Ouro (1946).
Foi no livro A Mina de Ouro que surgiu, pela primeira vez, seu famoso personagem, o cachorrinho Samba. Seis livros protagonizados pelo cachorrinho foram publicadas nos anos seguintes: O Cachorrinho Samba (1949), O Cachorrinho Samba na Floresta (1952), O Cachorrinho Samba na Bahia (1957), O Cachorrinho Samba na Rússia (1964), O Cachorrinho Samba Entre os Índios (1965) e O Cachorrinho Samba na Fazenda (1967). O Cachorrinho Samba na Rússia recebeu o Prêmio Jabuti da Câmara Brasileira do Livro, em 1964.
Entre 1944 e 1969, publicaria vários livros, tanto juvenis quanto para o público adulto. Luz e Sombra, Gina (também foi adaptado para a televisão em uma novela da TV Globo, em 1978), Os Rodriguez, Dona Lola (continuação de Éramos Seis), A Casa de Ódio, Vila Soledade, Angélica, Menina Isabel e Os Caminhos. Gina e Os Rodriguez foram também traduzidos para outros idiomas.
Maria José também foi membro da diretoria da Sociedade Paulista de Escritores. Foi vice-presidente da Creche Baronesa de Limeira e da entidade beneficente Gota de Leite, entidades que lutavam por visibilidade de pautas femininas em vários estados brasileiros nas décadas de 1930 e 1940.

## Morte
Maria José morreu em 15 de maio de 1984, no Guarujá, no litoral paulista, aos 86 anos.

## Legado
Para Maria Lúcia Silveira Rangel, a autora é subestimada e até esquecida no Brasil. Comparando-a à autora Margaret Mitchell, Rangel ressalta que ela possui uma narrativa de grande poder descritivo, e que alcançaram sucesso quando de seus lançamentos, especialmente Éramos Seis. Como exemplo de obra não muito conhecida cita Luz e Sombra, que retrata o período histórico do século XIX no país, durante a Guerra do Paraguai, com o patriarcado e o modo de produção pré-assalariado herdado de milênios, desde as primeiras civilizações neolíticas.
Em Éramos Seis, a questão do gênero está muito presente, visto que retrata uma senhora que dedicou décadas da sua vida ao marido e filhos e acaba como tantas outras na velhice, sozinha viúva (o que também ocorria com homens, mas em menor grau já que a taxa de sobrevida feminina na pirâmide etária é claramente superior em anos na média). Não se pode dizer que o marido da personagem Lola se doou menos à família, como atesta a cena final, mas também fala dos tempos modernos e como as gerações posteriores foram dando cada vez menos relevância aos seus ancestrais.

## Obras

### Contos
- A Casa do Ódio (1951)

### Romances
- O Romance de Teresa Bernard (1941)
- Éramos Seis (1943)
- Luz e Sombra (1944)
- Gina (1945)
- Os Rodriguez (1946)
- Dona Lola (1949)
- Vila Soledade (1953)
- Angélica (1955)
- Menina Isabel (1965)
- Os Caminhos (1969)

### Infantis
- Aventuras de Vera, Lucia, Pingo e Pipoca (1943)
- A Ilha Perdida (1945)
- A Montanha Encantada (1945)
- A Mina de Ouro (1946)
- O Cachorrinho Samba (1949)
- O Cachorrinho Samba na Floresta (1950)
- O Cachorrinho Samba na Bahia (1957)
- O Cachorrinho Samba na Fazenda Maristela (1962)
- O Cachorrinho Samba na Rússia (1963)
- O Cachorrinho Samba Entre os Índios (1966)

### Palestras
- Euclides - Marco Literário (1946)
- Lobato, Amigo das Crianças (1949)
- A Responsabilidade do Intelectual na Atualidade (1955)
- Os Animais na Literatura Infantil (1955)
- Grandes Vocações: Vital Brasil (1960)

### Prefácio
- Maria, de Jorge Isaacs (1945)

### Roteiro
- Apassionata (1952) (com Guilherme de Almeida)